# Naot Sinaj
Naot Sinaj (hebrejsky: נאות סיני, anglicky: Naot Sinai) byla izraelská osada v bloku osad Chevel Jamit nacházející se v severovýchodním cípu Sinajského poloostrova jihozápadně od města Jamit na nejvzdálenějším okraji regionu se souvislým osídlením izraelskými osadníky, nedaleko od okraje arabského města Al-Ariš.
Osada byla založena jako civilně-vojenské sídlo typu "Nachal" v prosinci 1967. V červnu 1972 se proměnila na civilní mošav obydlený stoupenci hnutí Betar a Cherut. K roku 1977 zde zpráva připravená pro americký senát odhaduje počet obyvatel na 40.
Vesnice se zaměřovala na zemědělskou výrobu a také zde fungovala velkoprádelna, která sloužila izraelským vojákům z posádek na Sinaji. Počátkem roku 1978 se čestným obyvatelem osady stal izraelský premiér Menachem Begin. Vesnice byla vystěhována v roce 1982 v důsledku podpisu Egyptsko-izraelské mírové smlouvy.
Už předtím v roce 1979 ale proběhlo vystěhování zemědělských pozemků v lokalitě zvané Gan Hajikar (גן הירק), která ležela jihozápadně od vlastní osady a nacházela se v pásmu, které měl na základě mírové smlouvy Izrael Egyptu předat dříve. 20. května 1979 zde tak jako v první lokalitě v bloku Chevel Jamit došlo ke konfrontaci mezi izraelskou armádou a osadníky, kteří se zde zabarikádovali. Výsledkem bylo několik zraněných vojáků. 24. května 1979 byla ale Gan Hajikar vystěhována. Poté, co byla vystěhována i vlastní vesnice Naot Sinaj, nedošlo k demolici její zástavby jako u ostatních osad v bloku Chevel Jamit. Zdejší zástavba byla zachována a předána Egyptu. Na Golanských výšinách pak začala výstavba nové osady Chad Nes, kam se měli přestěhovat obyvatelé z několika zdejších vystěhovaných vesnic, včetně Naot Sinaj.